# Clint Eastwood (album)
A Clint Eastwood egy reggae-album a The Upsetters együttestől.

## Számok

### A oldal
1. "Return Of The Ugly"
2. "For A Few Dollars More"
3. "Prisoner Of Love"
4. "Dry Acid"
5. "Rightful Ruler"
6. "Clint Eastwood"

### B oldal
1. "Taste Of Killing"
2. "Selassie"
3. "What Is This"
4. "Ain't No Love"
5. "My Mob"
6. "I've Caught You"